# 奥河英樹
奥河 英樹（おくがわ ひでき、1970年3月28日 - ）は、日本のゲームミュージック作曲家。大阪府出身、血液型A型。

## 略歴
1993年カプコン入社。

## 作品
- ダンジョンズ&ドラゴンズ タワーオブドゥーム（AC）
- エイリアンVSプレデター（AC）
- ヴァンパイア（AC）
- X-MEN Children of The Atom（AC）
- ロックマン・ザ・パワーバトル（AC）（アレンジ担当）
- ロックマン2・ザ・パワーファイターズ（AC）
- ストリートファイターIII（AC）
- カプコンスポーツクラブ（AC）
- ストリートファイターZERO3（AC）
- 鬼武者2（PS2）
- 鬼武者3（PS2）
- デッドライジング（Xbox）
- 逆転裁判4（DS）
- バイオハザード5（PS3、Xbox）